# Sükrü Pehlivan
Sükrü Pehlivan (* 18. Dezember 1972 in Mönchengladbach) ist ein deutscher Fernsehmoderator. Er erlangte Bekanntheit durch Auftritte in Formaten deutscher Privatsender wie Der Trödeltrupp oder Die Superhändler.

## Leben
Pehlivan zog mit seiner Familie im Alter von sechs Monaten von seinem Geburtsort Mönchengladbach in das türkische Sivas, später lebte er in Istanbul. Mit sieben Jahren kehrte er mit seiner Familie zurück nach Deutschland. Pehlivan machte hier eine Ausbildung zum Fachinformatiker. 2003 eröffnete er eine Verkaufsagentur, mit der er gegen eine Gebühr für seine Kunden Waren auf eBay versteigerte. Seit 2010 betreibt er ein Ladenlokal für Gold- und Diamantenankauf in Mönchengladbach.

## Fernsehauftritte
- 2005: Jäger der vergessenen Schätze – Bin ich reich? als Moderator und Experte (Kabel eins)[3]
- 2008: Räum dein Leben auf (RTL II)
- seit 2009: Der Trödeltrupp (RTL II)
- 2009: Der Promi-Trödeltrupp (Fernsehserie, zwei Episoden) (RTL II)
- 2013–2015, 2022: Wok-WM (ProSieben)
- 2018–2021: Die Superhändler – 4 Räume, 1 Deal (RTL)[4]
- 2020: Ich bin ein Star – Die Stunde danach (RTL)
- 2020: Die ultimative Chartshow (RTL)
- 2020: Let’s Dance (RTL), 10. Platz[5] mit Alona Uehlin[6]
- 2021: Comeback oder weg (RTL)
- 2022: Hot oder Schrott – Die Allestester (Vox)
- 2023:Viva la Diva – Wer ist die Queen? (RTL)